# Стешено-Чорноглазівська волость
Стешено-Чорноглазівська волость — адміністративно-територіальна одиниця Павлоградського повіту Катеринославської губернії.
Станом на 1886 рік — складалася з 7 поселень, 7 сільських громад. Населення — 2675 осіб (1313 осіб чоловічої статі та 1362 — жіночої), 518 дворових господарств.
|                     | Площа, десятин | У тому числі орної, десятин |
| ------------------- | -------------- | --------------------------- |
| Сільських громад    | 3456           | 1798                        |
| Приватної власності | 23390          | 3780                        |
| Іншої власності     | 362            | 230                         |
| Загалом             | 27208          | 5808                        |

Поселення волості:
- Стешено-Чорноглазівка — село при річці Оріль за 50 верст від повітового міста, 620 осіб, 124 двори, церква православна, школа, земська станція, лавка, 2 ярмарки.
- Павлівка (Шандрівка) — село при річці Оріль, 1025 осіб, 194 двори, церква православна, школа, цегельний завод, 2 лавки, 2 ярмарки.
- Чернявщина — село при річці Оріль, 383 особи, 96 дворів, церква православна, цегельний завод.